# Sveriges värsta kändisbilförare (2015)
Sveriges värsta kändisbilförare 2015 var den andra specialsäsongen av Sveriges värsta bilförare, som sändes på Kanal 5 på måndagar mellan 19 oktober och 7 december 2015.

## Jury
Juryn i denna säsong bestod av: 
- Motorexperten Patrik "Budda" Ljungkvist.
- Trafikskolerektorn Jeanette Jedbäck Hindenburg.
- Före detta polisen Johan Sörbom.

## Deltagare
I denna säsong deltog dessa förare:
| Förare                     | Ålder | Medförare               | Resultat                              |
| -------------------------- | ----- | ----------------------- | ------------------------------------- |
| Patrik Sjöberg             | 50    | Bobbo Krull, 45         | Fick lämna tävlingen efter avsnitt 4. |
| Alexandra "Kissie" Nilsson | 24    | Rosanna Charles, 26     | Fick lämna tävlingen efter avsnitt 7. |
| Johan "Plexus" Oldenmark   | 55    | Roger "Atlas" Zapfe, 58 | Fjärde plats, efter avsnitt 8.        |
| Harald Treutiger           | 58    | Tilde Fröling, 35       | Tredje plats, efter avsnitt 8.        |
| Lulu Carter                | 54    | Pernilla Parszyk, 46    | Andra plats, efter avsnitt 8.         |
| Josefin Crafoord           | 42    | Anna Eriksson           | Sveriges värsta kändisbilförare 2015  |

1. ↑  Plexus hade mellan avsnitt 1–6 medföraren Ralf Gyllenhammar, 48.

## Sammanfattning
| Nr | Sändningsdatum   | Övningar                                      | Bästa bilföraren                                                                                     | Värsta bilföraren                                                                                    |
| -- | ---------------- | --------------------------------------------- | --- | --- |
| 1  | 19 oktober 2015  | Vattentanken, Bromsövning, Vippbrädan         | Ingen                                                                                                | Josefin                                                                                              |
| 2  | 26 oktober 2015  | Undanmanövern, Hinderbanan, Dragspelsbussen   | Ingen                                                                                                | Lulu                                                                                                 |
| 3  | 2 november 2015  | Mobiltelefonen, Fickparkering, Backslalom     | Ingen                                                                                                | Harald                                                                                               |
| 4  | 9 november 2015  | Tillitsövning, Däckrampen, Återvändsgränden   | Patrik                                                                                               | Plexus                                                                                               |
| 5  | 16 november 2015 | Höghastighetsslalom, Husvagnen, Fyrhjulsdrift | Ingen                                                                                                | Lulu / Plexus                                                                                        |
| 6  | 23 november 2015 | Hjulbytet, Kändisbussen, Vägmärkestestet      | Ralf                                                                                                 | Plexus                                                                                               |
| 7  | 30 november 2015 | Döda vinkeln, Bussparkering, Halkbanan        | Kissie                                                                                               | Lulu                                                                                                 |
| 8  | 7 december 2015  | Dubbelövningen, Lyxvattentanken, Gokart       | Fjärde plats: Plexus Tredje plats: Harald Andra plats: Lulu Sveriges värsta kändisbilförare: Josefin | Fjärde plats: Plexus Tredje plats: Harald Andra plats: Lulu Sveriges värsta kändisbilförare: Josefin |

1. ↑  Harald blev veckans värsta efter tredje avsnittet på grund av Tildes insats som förare i övningen Backslalom.
2. ↑  Både Lulu och Plexus blev utnämnda till veckans värsta bilförare efter femte avsnittet.
3. ↑  Ralf, som var medförare till Plexus, blev utkastad från programmet efter sjätte avsnittet.

Avsnitt 1 – 19 oktober 2015
- Vattentanken: Förarna skulle manövrera en hinderbana med en fylld vattentank med slangar ner genom takluckan monterad på biltaket.
- Bromsövning: I denna övning skulle förarna gasa upp till 70 km/h, för att sedan stanna fordonet innan en frigolitvägg.
- Vippbrädan: Förarna skulle köra upp bilen på en vippbräda, hålla den i vågrät vinkel och kunna stå kvar i den vinkeln i minst 10 sekunder.

Avsnitt 2 – 26 oktober 2015
- Undanmanövern: Förarna skulle köra i 70 km/h emot en vägg med två öppningar, där de sedan ska väja för ett hinder i ena öppningen.
- Hinderbanan: I denna övning testades förarnas manöverförmåga, genom att ta sig igenom en hinderbana av diverse slalombanor, vattenhinder och ramper.
- Dragspelsbussen: Förarna fick köra en dragspelsbuss genom en slalombana samt parkera bussen genom att backa in i en parkeringsplats.

Avsnitt 3 – 2 november 2015
- Mobiltelefonen: Förarna skulle köra en hinderbana två gånger, där andra gången blev de tvungna att prata i en mobiltelefon under körningen.
- Fickparkering: Förarna skulle fickparkera mellan två bilar parkerade i en backe. Om den bakre bilen nuddades rullade den ned för backen.
- Backslalom: Förarna skulle backa på tid genom en slalombana med uppställda figurer, för att sedan backa in i en parkeringsplats.

Avsnitt 4 – 9 november 2015
- Tillitsövning: Förarna skulle med ögonbindel för ögonen bli guidad genom en hinderbana av sina medförare.
- Däckrampen: Förarna skulle köra upp bilen på en ramp, tills framdäcken stannade på de röda markeringarna, för att sedan backa ned.
- Återvändsgränden: Förarna skulle vända en bil inom en återvändsgränd på sju försök, där om de nuddade de andra bilarna fick de elstötar eller vattenstrålar.

Avsnitt 5 – 16 november 2015
- Höghastighetsslalom: Förarna skulle navigera sig igenom en slalombana på 50 km/h och sedan 70 km/h.
- Husvagnen: Förarna skulle först vända bilen för att kunna koppla på en husvagn, för att sedan vända om igen och backa in i en parkeringsficka.
- Fyrhjulsdrift: Förarna skulle åka upp för en brant backe för att hämta en kopp kaffe, för att sedan åka ned, vända och åka upp igen för en bit tårta.

Avsnitt 6 – 23 november 2015
- Hjulbytet: Förarna skulle montera ett hjul på bilen för att sedan köra över en ramp och över mållinjen.
- Kändisbussen: Förarna skulle backa i en åtta med en skåpbil tillsammans med de andra förarna som passagerare.
- Vägmärkestestet: Förarna skulle manövrera i en bana genom att följa vägmärken, samt memorera tre dolda vägmärken som dök upp.

Avsnitt 7 – 30 november 2015
- Döda vinkeln: Förarna skulle kolla döda vinkeln när de åkte i 70 km/h mot en vägg för att bestämma vilken sida de skulle åka genom.
- Bussparkering: Förarna skulle fickparkera med en buss mellan ett par bilar.
- Halkbanan: Förarna skulle åka upp i 70 km/h för att sedan väja för två hinder på ett halkigt väglag.

Avsnitt 8 – 7 december 2015
- Dubbelövningen: Förarna skulle backa i en rak hinderbana samtidigt som en annan förare, för att sedan vända i vändplanen och backa tillbaka samma väg.
- Lyxvattentanken: Förarna skulle manövrera en skåpbil med en vattentank monterad på taket, genom en hinderbana med passagerare.
- Gokart: Förarna skulle åka två varv runt en gokartbana för att hämta in olika klossar som de sedan skulle placera i rätt ordning för att bilda ordet "dragläge". Resultatet där avgjorde placeringen inför ett riktigt race, där vinnaren fick tillbaka körkortet på direkten.

## Tittarsiffror
| Avsnitt | Datum            | TV-tittare |
| ------- | ---------------- | ---------- |
| 1       | 19 oktober 2015  | 283 000    |
| 2       | 26 oktober 2015  | 224 000    |
| 3       | 2 november 2015  | 293 000    |
| 4       | 9 november 2015  | 206 000    |
| 5       | 16 november 2015 | 215 000    |
| 6       | 23 november 2015 | 244 000    |
| 7       | 30 november 2015 | 170 000    |
| 8       | 7 december 2015  | 212 000    |

Källa: MMS